# NGC 2614
NGC 2614 est une galaxie spirale située dans la constellation de la Grande Ourse. NGC 2614 a été découverte par l'astronome prussien Heinrich d'Arrest en 1863.

## Caractéristiques
La classe de luminosité de NGC 2614 est III et elle présente une large raie HI.
En raison d'une brillance de surface égale à 14,16  mag/am2, on peut qualifier NGC 2614 de galaxie à faible brillance de surface (LSB en anglais pour low surface brightness). Les galaxies LSB sont des galaxies diffuses (D) avec une brillance de surface inférieure de moins d'une magnitude à celle du ciel nocturne ambiant.

### Distance
Sa vitesse par rapport au fond diffus cosmologique est de 3 500 ± 6 km/s, ce qui correspond à une distance de Hubble de 51,6 ± 3,6 Mpc (∼168 millions d'al).
À ce jour, deux mesures non basées sur le décalage vers le rouge (redshift) donnent une distance de 28,250 ± 5,869 Mpc (∼92,1 millions d'al), ce qui est très loin à l'extérieur des valeurs de la distance de Hubble. Notons que c'est avec la valeur moyenne des mesures indépendantes, lorsqu'elles existent, que la base de données NASA/IPAC calcule le diamètre d'une galaxie et qu'en conséquence le diamètre de NGC 2614 pourrait être d'environ 42,0 kpc (∼137 000 al) si on utilisait la distance de Hubble pour le calculer.

## Groupe d'IC 520
NGC 2614 fait partie du groupe d'IC 520. En plus d'IC 520, ce groupe renferme au moins deux autres galaxies, soit NGC 2629 et NGC 2646.